# Akvariefiskar

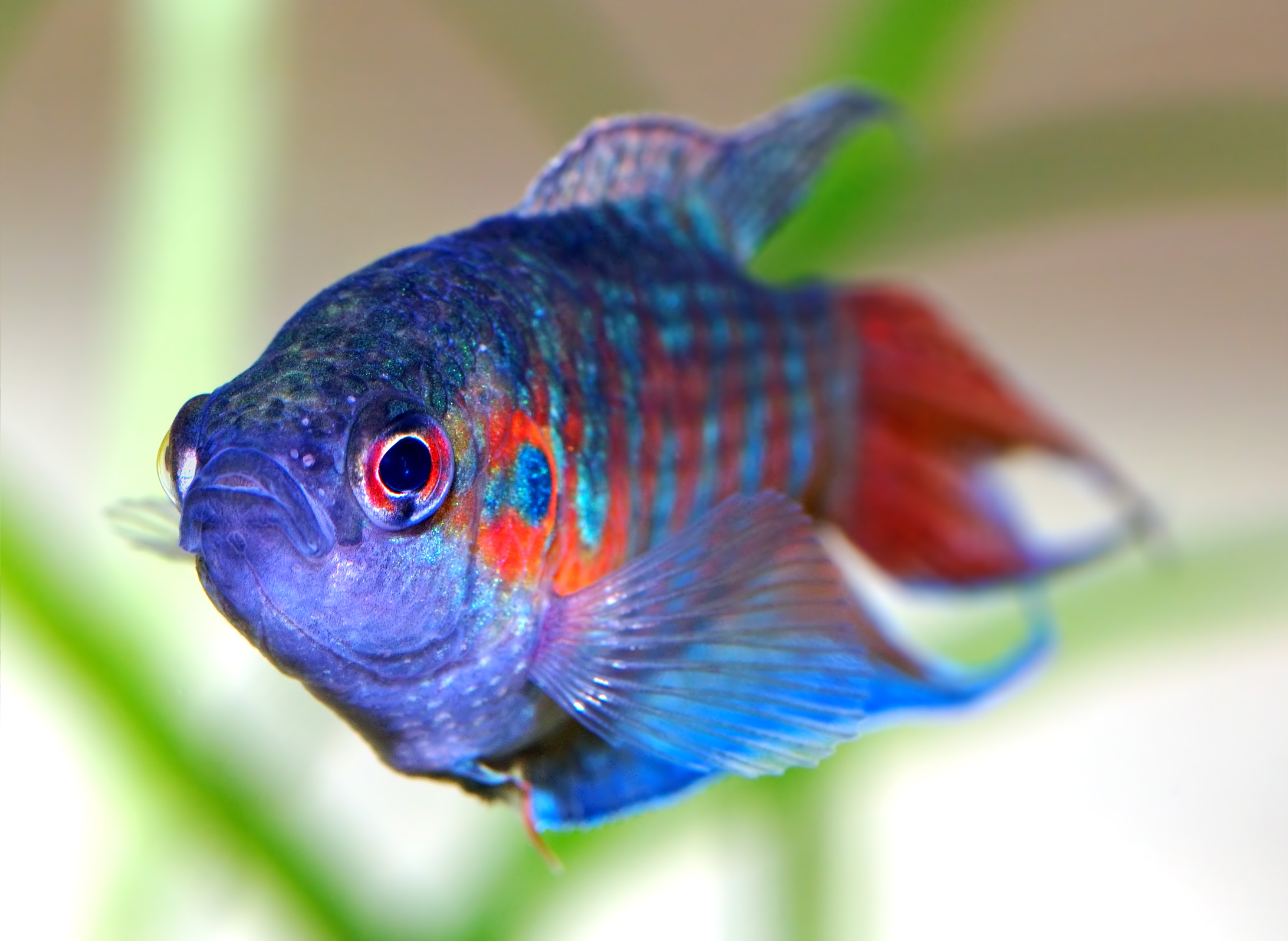
Makropod, den första tropiska akvariefisken som bidrog mycket till akvariehobbyns ökade popularitet.

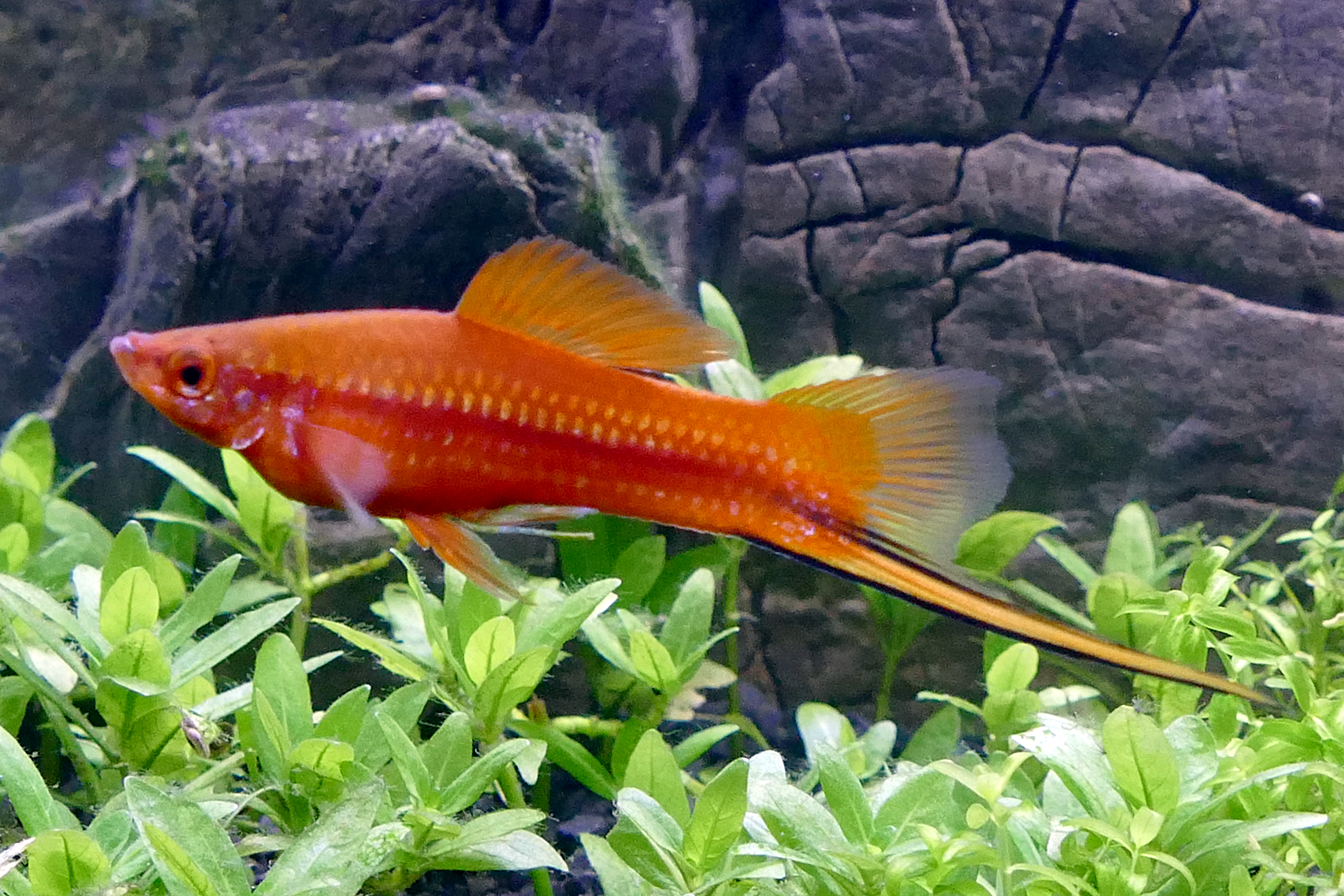
Svärdbärare är en vanlig och lättskött fisk för sällskapsakvarium.

Akvariefiskar är de fiskar, som i avseende till storlek, härdighet och förökningssätt klarar sig bra i akvarier. Viss betydelse har säkert också vackra färger och ett i övrigt intressant yttre. I allmänhet rör det sig om tropiska arter som kan odlas i stort antal till låg kostnad. Innan de tropiska arterna dök upp på den europeiska marknaden fångade akvaristerna ofta själva mindre,  härdiga arter som spigg, elritsa, bitterling och dammruda som de höll med mer eller mindre framgång i så kallade vivarier eller (ofta hemgjorda och ganska spartanska) akvarier. Den första tropiska akvariefisken som importerades till Europa var makropoden eller paradisfisken (en labyrintfisk) som började odlas av Pierre Carbonnier i Frankrike och Paul Matte i Tyskland i slutet av 1800-talet. (Den centralasiatiska guldfisken som kom tidigare räknas inte som tropisk.) I Asien finns en betydligt längre tradition av att hålla bland annat guldfisk och kampfisk.

## Lämpliga akvariefiskar

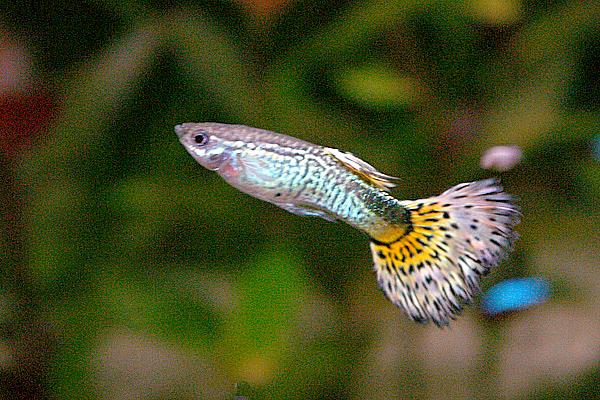
Guppy är en vanlig och lättodlad akvariefisk.

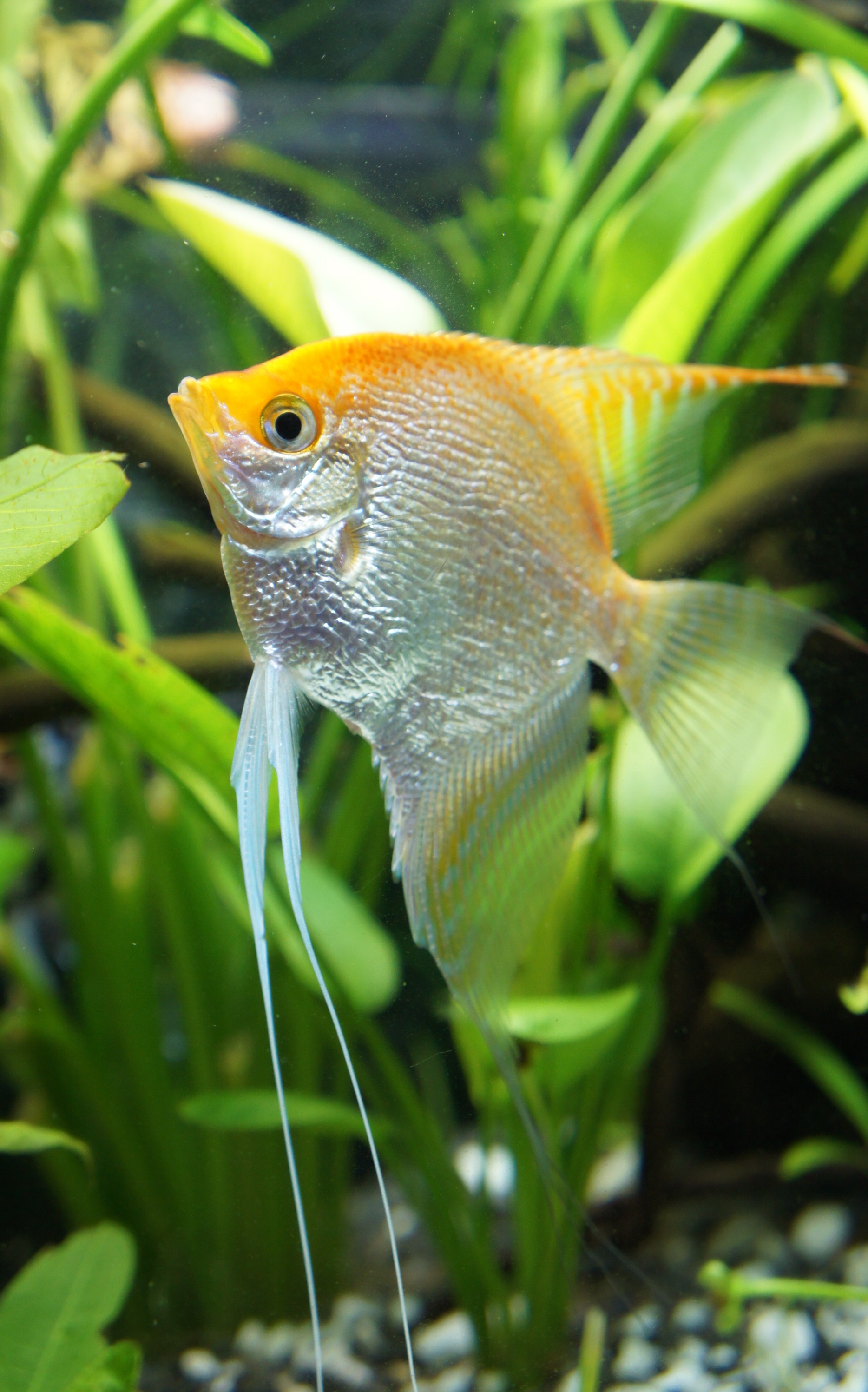
Skalar, ursprungligen från Sydamerika, är en av de mer välkända akvariefiskarna. Det finns många odlingsvarianter, här ses en pärlemorfärgad.

Det finns i egentlig mening inga naturliga "akvariefiskar". Akvaristen avgör ju själv vilka fiskar och andra djur denne vill ha i sitt akvarium. Det vanligaste är idag att man har tropiska sötvattenlevande arter, detta då utbudet av sådana är stort i de zoologiska affärerna men även tropiska saltvattenlevande arter förekommer.

## Akvariefisk, matfisk, eller sportfisk?
Det förekommer idag i den zoologiska handeln fiskarter som kan vara både akvariefisk, matfisk eller till och med en god sportfisk i sina hemvatten. Hit hör arter av olika stora ciklider såsom tilapia. Men även mindre arter av störar, mindre rockor och vissa större arter av guramier saluförs som akvariefisk, och fungerar bra som sådan om akvariets storlek är tillräcklig. Pirayorna är medlemmar av en fiskfamilj varav några arter saluförs som akvariefisk. Flertalet av arterna är fruktätare. Vanligtvis passar dessa bra som akvariefiskar i ett specialakvarium, men pirayor äts och sportfiskas i sina hemmavatten. Det förekommer även att arapaiman hålls som akvariefisk, liksom större arter av olika malar. Dessa senare är i de flesta fall olämpliga som invånare i privatägda akvarier då de blir väldigt stora, men kan hållas i större publika akvarieanläggningar som har resurser att ge dessa arter rätt förutsättningar.

## Import
Elektricitet, konstbelysning och bättre transportmöjligheter har ökat antalet fiskarter som är möjliga att hålla i akvarium. Flygtransporterna sedan 1960-talet har också sänkt priserna, dock mindre än väntat. De vildfångade arterna kommer mest från Sydamerika. Fiskarna transporteras i plastpåsar som fylls med vatten, luft och syrgas i polystyrenförpackningar som håller temperaturen konstant under flera dygn. Normalt hålls sedan fiskarna hos en grossist i karantän i några veckor innan de säljs till zooaffären. Det händer att de under denna tid behandlas med antibiotika så att sjukdomssymptom (till exempel så kallade ektoparasiter) hålls tillbaka och blommar upp först när fisken är hemma hos kunden. Ett sätt att minska denna risk är att minska stressen för fiskarna, och att inte belasta dem för mycket med avkylning, för snabba vattenbyten eller liknande.

## Odling av akvariefiskar
Inom den akvaristiska litteraturen samt på Internet finns det många odlingsbeskrivningar som rör såväl fiskar som vattenväxter.

### Odling av hotade arter
I några fall har odlingen av akvariefiskar räddat arter från utrotning. Det gäller till exempel en del arter från Victoriasjön i Afrika, där man utplanterade icke ursprungliga karpar samt nilabborre. Dessa trängde ut de ursprungliga arterna, vilka dock tidigare exporterats till Europa och därför existerar utanför sin ursprungsort, i väntan på framtida utplantering.

### Odling av tropiska arter i Sverige
Inom de svenska akvarieföreningarna och riksföreningen Sveriges Akvarieföreningars Riksförbund (SARF) vill man att landets akvarister odlar fisk och växter för landets akvariemarknad själva i större utsträckning än som görs idag. Man ser allvarligt på de miljökonsekvenser som långa flygfrakter orsakar (flera tropiska fiskarter som förekommer i svenska zooaffärer kan till exempel vara odlade i Sydostasien, framför allt i Singapore) och man vill att mer av den professionella odlingen för den svenska akvariemarknaden, i den mån det är möjligt, flyttas närmare Sverige. Många av de fiskarter som hålls i akvarium är lättodlade, och då finns det ingen anledning att importera sådana från en annan världsdel. Lokalt odlade fiskar och växter brukar dessutom vara bättre anpassade till den lokala akvariekulturen. SARF ordnar odlingstävlingar varje år dit landets akvarieföreningars medlemmar inlämnar rapporter på sina hemmaodlingar. Såväl enskilda medlemmar som hela föreningen belönas för de bästa eller mest omfattade odlingarna. Det händer också att man inom föreningarna odlar fiskar och växter som i naturen är hotade eller rent av utrotade.

## Forskningsobjekt

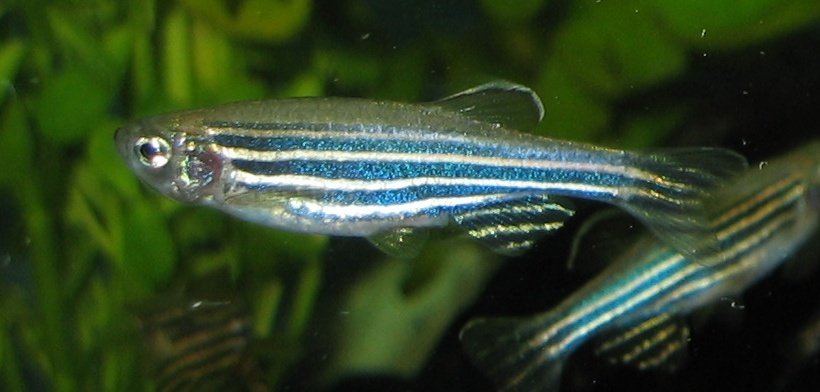
Sebrafisk.

Akvariefiskar har varit värdefulla forskningsobjekt. Konrad Lorenz gjorde studier av aggression hos storspigg. Den välkända guppyn har lärt oss mycket om genetik och nedärvning av färger, och sebrafisken är vanlig än idag inom till exempel sådan experimentell genetisk forskning som syftar till att öka vikten på fiskarter i tredje världen.